# Skaar (cantante)
Hilde Skaar, nota semplicemente come Skaar (Stord, 8 agosto 1998), è una cantante norvegese.

## Biografia
Skaar si è fatta conoscere col primo EP The Other Side of Waiting (2020), classificatosi al 39º posto della VG-lista e candidato per lo Spellemannprisen al pop. La cantante, invece, si è contesa lo Spellemannprisen alla rivelazione dell'anno.
Mad Woman, arrivato al 20º posto in classifica, le ha fatto guadagnare lo Spellemannprisen al paroliere dell'anno.

## Discografia

### Album in studio
- 2023 – Mad Woman

### Album di remix
- 2024 – Mad Women

### EP
- 2020 – The Other Side of Waiting
- 2021 – Waiting

### Singoli
- 2018 – Higher Ground
- 2019 – Wicked Rhythm
- 2019 – 24
- 2019 – Five Times
- 2019 – It's Christmas After All
- 2020 – Quiet
- 2020 – The Scientist
- 2021 – Voodoo voodoo (con Iris)
- 2021 – Say Something Now
- 2021 – Black Hole
- 2021 – Both Sides Now
- 2021 – Promise (con Fay Wildhagen)
- 2022 – Out of My Hands
- 2022 – Something like This
- 2022 – Get Him Away from Me
- 2023 – Imposter Syndrome
- 2023 – Follow Your Heart
- 2023 – Se ilden lyse
- 2024 – Mad Woman (con Emilie Nicolas)
- 2024 – You Found Me (con Matoma)
- 2025 – Missing Out